# The M+M's Tour
A The M+M's Tour (também conhecida como a House of Blues Tour) foi a sexta turnê da cantora pop americana Britney Spears, constituída de uma curta série de apresentações na House of Blues, durante o mês de maio de 2007. A turnê marcou a primeira vez que Spears performou ao vivo desde a The Onyx Hotel Tour, em Junho de 2004.
O show, que tinha entre 12 e 16 minutos de duração, tinha Spears acompanhada por duas dançarinas, com performances coreografadas de cinco músicas, incluindo hits como ...Baby One More Time e Toxic. O show recebeu análises mistas de críticos e fãs; enquanto alguns clamaram que Spears parecia feliz e em boa forma, outros julgaram o show "medíocre".

## Antecedentes e desenvolvimento
Os shows aconteceram numa época que possuía como pano de fundo a vida conturbada de Spears nos últimos anos; em uma entrevista para a People em Fevereiro de 2006, ela explicou que estava ansiosa para retomar sua carreira, dizendo, "Pode soar estranho, mas sinto saudade de viajar. Sinto saudade da estrada, ver lugares diferentes, estar com os dançarinos e me divertir. O sentimento de estar no palco, sabendo que é seu melhor - eu amo isso. Eu precisava de uma pausa. Eu precisava ficar com fome outra vez."  No dia 25 de Abril de 2007, Ivan Kane, dono da boate Forty Deuce em Los Angeles, contou ao E! News que Spears tinha feito uma performance surpresa na noite anterior. Kane contou que durante o ensaio, ela estava "ótima, com quatro dançarinas, e cantou três músicas. A coreografia estava ótima, e ela soou ótima." Marc Malkin do E! News disse que Spears planejava fazer uma turnê pelas House of Blues dos Estados Unidos. Ela queria manter os ensaios em segredo, e não tinha nem informado os donos dos estúdios de dança o motivo da preparação. No final de Abril de 2007, uma divulgação com o nome de "The M+M's" apareceu na House of Blues de San Diego. Meios de comunicação identificaram a atração como Spears, levando o show a esgotar os ingressos rapidamente. No dia 1 de Maio de 2007, os portões abriram às 19:00 e Spears subiu ao palco às 22:00. Isto marcou a primeira vez dela em palcos desde que um incidente com seu joelho levou ao cancelamento da The Onyx Hotel Tour em Junho de 2004.

## Resumo

Spears apresentando "I'm a Slave 4 U" na turnê The M+M's Tour, em abril de 2006.

Britney Spears se apresentou na House of Blues depois de um longo tempo longe dos palcos. Antes do início dos shows, foram arrecadados 1.000.000,000 dólares apenas com vendas antecipadas de ingressos. Para atuar na 'The M+M's Tour' foram oferecidos a Britney pelas casas de shows House of Blues e Mansion Nightclub 5 milhões de dólares. Ao todo foram arrecadados cerca de 10 milhões de dólares.
Antes desta turnê, Britney ficou desde 2004 sem subir em palcos. O último concerto de Britney foi feito em Dublin, na Irlanda, antes de ter sofrido uma lesão em seu joelho durante as filmagens de "Outrageous", cancelando assim o resto de seus shows com a The Onyx Hotel Tour, e a promoção do seu disco In The Zone.

### Shows de Abertura
Os shows de abertura da The M+M's Tour foram compostos por apenas DJ's promocionais das casas de shows selecionadas para a turnê.
- Frankie J (datas selecionadas)
- DJ Kid Lightning (datas selecionadas)

## Repertório
1. ...Baby One More Time
2. I'm A Slave 4 U
3. Breathe On Me
4. Do Somethin'
5. Toxic

## Sinopse
O concerto abre com Spears e suas quatro dançarinas performando uma curta versão de ...Baby One More Time, usando um top cinza, saia e botas brancas. Ela usou diferentes perucas em cada data para cobrir a cabeça raspada de dois meses antes e apareceu em boa forma física. O show segue então para I'm a Slave 4 U, onde a coreografia original foi utilizada. Ao final da canção, as dançarinas deixavam o palco para Spears dançar com uma cadeira ao som de Breathe On Me. Elas reentravam com um fã do sexo masculino da audiência, e, com Spears, dançavam para ele. No meio, Spears desaparecia para uma mudança de roupa, deixando as dançarinas terminarem a performance. Ela reaparecia vestida com um sutiã rosa, um casaco de pele branco e saia jeans para a performance de Do Somethin'. O show era concluído com Toxic, que trazia a coreografia original com alterações. No final da performance, Spears dizia "Muito obrigada. Essas são minhas dançarinas" - suas únicas palavras durante o show - e deixa o palco. O show tinha duração entre 12 e 16 minutos.
O primeiro show em San Diego começou com duas horas de atraso. Não havia banda ao vivo para os shows - as performances eram feitas com uma faixa pré-gravada. Os vocais de Spears durante o show não eram ao vivo.  No show de Orlando, durante Do Somethin' se tornou óbvio o playback, já que a faixa começou a travar, ganhando vaias do público. Nos dois últimos shows, passaram a ser quatro trocas de figurino.

## Datas da turnê
| Datas              | Cidade      | Local             |
| ------------------ | ----------- | ----------------- |
| 1 de Maio de 2007  | San Diego   | House of Blues    |
| 2 de Maio de 2007  | Anaheim     | House of Blues    |
| 3 de Maio de 2007  | Los Angeles | House of Blues    |
| 6 de Maio de 2007  | Las Vegas   | House of Blues    |
| 19 de Maio de 2007 | Orlando     | House of Blues    |
| 20 de Maio de 2007 | Miami       | Mansion Nightclub |

## Ligações Externas
- Site oficial de Britney Spears BritneySpears.com
- Site oficial de fotos de Britney Spears, no Brasil BritneYes.com